# Ahmose-Hentimehu
| N12 · ms | H | W24 · t · tA | M15 |

| N12 · ms | H | W24 · t · tA | M15 |

Ahmose-Hentimehu, Nacida de Aah y Señora del Bajo Egipto, fue una princesa hija del faraón Seqenenra Taa y de su esposa y hermana Ahmose-Inhapi, que probablemente se casó con su medio hermano Amosis I y fue reina, ya que entre sus títulos tiene, además de los de Hija del Rey (sȝt-niswt) y Hermana del Rey (snt-niswt), el de Esposa del Rey (hmt-niswt). y el de Gran Esposa Real (Hmt-niswt-wrt).
La momia de Ahmose-Hentimehu, fue descubierta en 1881 en la tumba DB320, y actualmente está en el Museo Egipcio de El Cairo. Gaston Maspero la examinó en 1882, y notificó que el cuerpo era el de una anciana con la dentadura desgastada. Sus vendas tenían escritos fragmentos del Libro de los Muertos.
Probablemente fue enterrada junto a su madre, y trasladada a la DB320 poco después del año 11 del faraón Sheshonq I.

### Citas
1. ↑  Dodson y Hilton: op. cit., pág. 128.
2. ↑  Grajetzki: op. cit., pág. 50.
3. ↑  Miller: Ahmose-Henttimehu en XVII'th Dynasty Gallery I.